# Cornelis Troost
Cornelis Troost (Amsterdam, 8 oktober 1696 - aldaar, 7 maart 1750) is een van de weinige 18e-eeuwse Nederlandse schilders die werkelijk origineel genoemd kan worden. In zijn tijd, beter bekend als de pruikentijd, borduurden de meeste Hollandse schilders voort op het stramien van de Gouden Eeuw. Troost ontwikkelde een eigen, sterk satirische stijl, waarmee hij het leven in de huiskamers en op straat te kijk zette. Het werk van Cornelis Troost vertoont overeenkomsten met dat van zijn Engelse tijdgenoot William Hogarth.

## Levensloop
Cornelis Troost was de zoon van Jan Troost, aanvankelijk curator van de Desolate Boedelkamer, die naar Oost-Indië vertrok als boekhouder van de VOC en daar omstreeks 1719 overleed. Zijn moeder was Barbara Meebeeck Kruijwage, die in december 1699 overleed. Zijn vader ging op 7 mei 1700 in Amsterdam in ondertrouw met Aletta van der Beek. Cornelis werd opgeleid tot toneelspeler en werkte tussen 1719 en 1724 in de Nieuwe Amsterdamse Schouwburg die in 1665 had plaatsgemaakt voor de Schouwburg van Van Campen. In 1723 ging hij in de leer bij de portretschilder Arnold Boonen.
Aan het begin van zijn carrière schilderde hij vooral portretten, waarbij de pruiken opvallen die destijds werden gedragen. De opdracht tot het schilderen van de Inspecteurs van het Collegium Medicum maakte hem op slag bekend. In 1728 schilderde hij zijn Anatomische les van Professor Roëll; in 1735 de portretten van Herman Boerhaave en van Mr Isaac Sweers; in 1736 van Jeronimus Tonneman; in 1741 van Johan Jacob Mauricius, gouverneur-generaal van Suriname.
Later begon hij toneelscènes en satires op drinkende gezelschappen te schilderen, zoals de vijf pastels (NELRI) in het Mauritshuis. Vanaf 1740 schilderde hij ook militaire scènes. Een andere specialiteit van Troost zijn schilderijen van het idyllische buitenleven. Vrolijke boeren lijken hun dagen dansend, zingend of vissend door te brengen. Troost schilderde eveneens een ringstaartmaki, toen een zeldzaam dier.
Cornelis Troost woonde bijna zijn hele leven in Amsterdam, hij heeft ook een korte tijd in Zwolle gewoond en trouwde daar op 18 december 1720 met Maria van Duijn, een toneelspeelster. Het echtpaar liet acht dochters dopen in Amsterdam, onder wie de schilderes Sara Troost. Hij was de schoonvader van de beroemde kunstverzamelaar, graveur en houthandelaar/makelaar Cornelis Ploos van Amstel. Hij bewoonde tot 1741 een pand op de Achtergracht, vervolgens huurde hij Amstel 268, maar stierf op Prinsengracht 1093. Cornelis Troost werd begraven in de Nieuwe Kerk.
Hij was een neef van Jan Hendrik Troost van Groenendoelen, die eigenaar was van een behangselfabriek.

## Lijst van werken (selectie)
| Datering      | Titel | Type                        | Verblijfplaats                           | Afbeelding |
| ------------- | --- | --------------------------- | ---------------------------------------- | ---------- |
| Ca. 1720-1750 | 'De misleyden': de ambassadeur der Labberlotten vertoont zich voor het venster van de herberg 't Bokki in de Haarlemmerhout               | Schilderij                  | Rijksmuseum Amsterdam, Amsterdam         |            |
| Ca. 1720-1750 | 'De wanhebbelijke liefde', misschien de scène van de weduwnaar Joost bij Lucia, 2de toneel uit het gelijknamige stuk van C J van der Lijn | Schilderij                  | Rijksmuseum Amsterdam, Amsterdam         |            |
| 1724          | De inspecteurs van het Collegium Medicum                                                                                                  | Schilderij                  | Amsterdam Museum, Amsterdam              |            |
| Ca. 1725-1750 | Scène uit het blijspel Krispijn Medicijn                                                                                                  | Tekening                    | Rijksmuseum Amsterdam                    |            |
| 1731          | Drie overlieden van het Chirurgijnsgilde                                                                                                  | Schilderij                  | Rijksmuseum Amsterdam, Amsterdam         |            |
| 1736          | Portret van een lid van de familie Van der Mersch                                                                                         | Schilderij                  | Rijksmuseum Amsterdam, Amsterdam         |            |
| Ca. 1740      | Het blindemanspel | Schilderij                  | Museum Boijmans Van Beuningen, Rotterdam |            |
| 1740          | Het werd rumoerig in huis 1 van de 5 uit de NELRI serie alle in het Mauritshuis                                                           | Pastel and gouache on paper | Mauritshuis                              |            |
| 1741          | 'Joanna en de 'smousen'; 3de bedrijf, 5de toneel uit het blijspel 'De Spilpenning of de verkwistende vrouw' van Thomas Asselijn           | Schilderij                  | Rijksmuseum Amsterdam                    |            |
| 1742          | Familie Tolling | Schilderij                  | Museum de Fundatie, Zwolle               |            |
| 1743          | 'De geveinsde droefheid': eerste bedrijf, elfde toneel van het blijspel 'De ontdekte schijndeugd' van David Lingelbach (1687)             | Tekening                    | Rijksmuseum Amsterdam                    |            |
| 1747          | 'Hoofd van een zwarte jongeman met een tulband met veren' (1747)                                                                          | Tekening                    | Rijksmuseum Amsterdam                    |            |

## Trivia
In de Amsterdamse wijk De Pijp, met straatnamen van 17e- en 18e-eeuwse schilders, bevinden zich het Cornelis Troostplein en de Cornelis Trooststraat.
- Bibliothèque nationale de France: cb16186356q (data)
- Biografisch Portaal: 51190832
- Digitale Bibliotheek voor de Nederlandse Letteren: troo002
- Gemeinsame Normdatei: 129042633
- International Standard Name Identifier: 0000 0001 1690 3798
- KulturNav: 40c85415-e1b1-4831-b70a-957fcc342a54
- Library of Congress Control Number: no93021065
- Nederlandse Thesaurus van Auteursnamen: 071375287
- RKD-Nederlands Instituut voor Kunstgeschiedenis: 78260
- SNAC: w6zt534q
- Système universitaire de documentation: 150631839
- Union List of Artist Names: 500007701
- Virtual International Authority File: 95727993
- WorldCat: E39PBJyH3QKMTqWjm4jjVVTj4q